# تیبور شرلی
تیبور شرلی (مجاری: Tibor Serly؛ تلفظ مجاری: [ˈtibor ˈʃɛrli]؛ ۲۵ نوامبر ۱۹۰۱ – ۸ اکتبر ۱۹۷۸) یک آهنگ‌ساز، موسیقی‌دان، رهبر ارکستر و نوازندهٔ ویولا و ویولن اهل مجارستان بود.
پدر او «لایوش شرلی» از شاگردان فرانتس لیست و از آهنگ‌سازان نامدار اپرت و ترانه در دهه‌های آخر قرن ۱۹ میلادی بود که به همراه خانواده‌اش در سال ۱۹۰۵ میلادی به ایالات متحده آمریکا مهاجرت کرد.
تیبور شرلی نخستین درس‌های موسیقی خود را از پدرش فرا گرفت. او که بیشترِ دوران کودکی خود را در نیویورک گذراند در سال ۱۹۲۲ میلادی به مجارستان بازگشت تا در آکادمی موسیقی فرانتس لیست بوداپست به ادامهٔ تحصیل بپردازد. در آنجا بود که آهنگسازی را نزد زلتان کدای، نوازندگی ویلن را نزد ینو هوبائی و ارکستراسیون را نزد لئو وِینر فرا گرفت.
او بشدت بلا بارتوک را ستایش می‌کرد و بعدها خودش از شاگردان او شد. تیبور شرلی زبان موسیقایی اِنارمونیست را تکامل بخشید و آثار مکتوبی نیز در این زمینه به رشتهٔ تحریر درآورد.